# Jamesbrittenia pinnatifida
Jamesbrittenia pinnatifida är en flenörtsväxtart som först beskrevs av Carl von Linné d.y., och fick sitt nu gällande namn av O.M. Hilliard. Jamesbrittenia pinnatifida ingår i släktet Jamesbrittenia och familjen flenörtsväxter. Inga underarter finns listade i Catalogue of Life.